# Road Spain
Road Spain és una pel·lícula espanyola road movie del 2008 dirigida per Jordi Vidal Amorós. Fou rodada a Zarza de Granadilla, Monegres, la costa basca, Las Hurdes, Alcázar de San Juan, la Costa Brava, Barcelona i el Cap de Gata, a Almeria, i protagonitzada per Marc Martínez i Íngrid Rubio. Fou rodada en català.

## Sinopsi
El dia de la presentació d'un important projecte d'arquitectura Marc s'ha quedat adormit. Aquest mateix matí comença a sospitar que la seva xicota li és infidel. En qüestió de minuts ho ha perdut tot. Decideix llavors comprar una autocaravana vella i es llança a la carretera per a fer una singular ruta per les carreteres d'Espanya. En aquest viatge l'acompanyaran personatges bastant peculiars.

## Repartiment
- Marc Rodríguez...	Marc
- Íngrid Rubio
- Carlos Álvarez-Nóvoa
- Saturnino García...	Aurelio
- Maria Ribera
- Mariana Cordero

## Nominacions
Fou nominada al Gaudí a la millor pel·lícula en llengua catalana.